# 교현
교현(橋玄, 109년 ~ 183년)은 후한 중기 ~ 말기의 관료로, 자는 공조(公祖)이며 양국 수양현(睢陽縣) 사람이다. 전한의 학자 교인의 7세손으로, 조부 교기(橋基)는 광천상을, 부친 교우(橋羽)는 동래태수를 지냈다.

## 생애
젊어서 현의 공조(功曹)가 되었다. 당시 예주자사였던 주경이 양국에 이르렀을 때, 교현은 주경을 만나 땅에 엎드려 진상 양창(羊昌)의 죄를 아뢰었고, 자신을 진국의 종사(從事)로 임명하여 감찰하도록 해줄 것을 청하였다. 주경은 교현의 결의를 높이 사서 그를 진국종사로 파견시켰고, 교현은 양창의 빈객들을 가두어 심판하였다. 대장군 양기는 평소에 양창과 친분이 있었는데, 이에 교현을 소환하려 하였으나 교현은 문초를 더욱 엄중히 하고는 양창을 함거에 태워 낙양으로 보냈다. 이 일로 교현은 명성을 떨쳤다.
이후 효렴에 천거되었고, 낙양좌위(雒陽左尉)에 임명되었다. 승진하에 제상이 되었으나, 어떤 사건에 연루되어 노역형을 받았다. 형기가 끝난 후 다시 초빙되어 상곡태수가 되었고, 이어서 한양태수 재임 시에는 상규령(上邽令) 황보정(皇甫禎)을 뇌물 수수죄로 벌하였다. 이후 군의 명사인 강기(姜岐)를 초빙하려 하였으나, 강기가 병을 칭하며 응하지 않자 이에 노하여 독우 윤익(尹益)을 보내 협박하였다.
| “ | 그대가 정녕 나오지 않는다면, 그대의 어미를 (강제로) 시집보내겠다. | ” |

윤익이 반대하였으나 교현은 듣지 않았고, 어쩔 수 없이 윤익은 급히 가서 강기를 데려오려고 하였다. 그러나 강기는 바닥에 누워 일어나지 않았고, 군의 사대부들 또한 간하였으므로 교현은 마침내 포기하였다. 이 일로 교현은 많은 비난을 받았다.
교현은 병으로 사임하고 물러났다가, 다시 공거(公車)로 부름을 받아 사도장사가 된 후 장작대장에 임명되었다. 환제 말기에 대장군과 삼공부(三公府)의 천거로 도료장군(度遼將軍)에 임명되었고, 교현은 임지에 이르러 병사를 충분히 쉬게 한 다음 제장을 이끌고 고구려의 백고 등을 무찔렀다. 그가 3년을 재임하는 동안, 변경은 안정되었다.
영제 대에 이르러 부름을 받아 하남윤이 되었고, 이후 구경·삼공을 역임하였다. 광화 원년(178년), 태위에 임명되었으나 몇개월 후 병으로 쓰러졌고, 태중대부(太中大夫)가 되어 집에서 요양하다가 광화 6년(183년)에 향년 75세로 숨을 거두었다.
교현은 성격이 강직하고 급하여 예의를 크게 따지지 않았으나, 낮은 사람에게는 공손하였으며 문중에서는 교현의 지위를 이용하여 높은 자리에 오른 사람이 없었다. 교현이 죽은 후 집에 가업이 없어 상중에 빈소를 차리지 못할 정도였기 때문에, 사람들은 이를 칭송하였다.
교현은 낙양에 보름을 받은 후, 얼마 안 되어 조조를 보고는 감탄하여
| “ | 나는 천하의 명사를 많이 봐왔지만, 자네와 같은 자는 보지 못했네. 나는 늙었으니, 처자를 자네에게 맡기고 싶네. | ” |

라고 말하였다. 이 일로 조조는 명성을 떨쳤으며, 건안 7년(202년)에 조조는 군을 이끌고 교현의 무덤 곁을 지나갈 때 예의를 갖고 제사를 지내는 한편 제문을 올렸다.
아들 교우(橋羽)는 관직이 임성상에 이르렀다.
| 전임 이함 | 후한의 대홍려 ? ~ 170년 음력 8월 | 후임 원외 |

| 전임 유오 | 제47대 후한의 사공 170년 음력 8월 정축일 ~ 171년 음력 3월 | 후임 내염 |

| 전임 허훈 | 제44대 후한의 사도 171년 음력 3월 ~ 171년 음력 7월 계축일 | 후임 허허 |

| 전임 진구 | 제53대 후한의 태위 178년 음력 12월 정사일 ~ 179년 음력 3월 을축일 | 후임 단경 |

## 같이 보기
- 삼국지 인물 목록